# Karaševski Hrvati
Karaševski Hrvati (također i Krašovani, Karašovani, Karaševci i Koroševci, rum. Caraşoveni, Cârşoveni, Cotcoreţi, Cocoşi) su hrvatska iseljenička zajednica, koja živi u zapadnoj Rumunjskoj, u blizini grada Rešice u općinama Karaševo i Lupak.

## Povijest
Najstarije mjesto u kojemu žive Hrvati u Rumunjskoj je Karaševo. Spominje se u zapisima 1299. godine, a u Zemljopisnom rječniku Transilvanije, Coriolana Suciu, 1333. godine. U 16. stoljeću Karaševo je dobilo status oppiduma (upravnog sjedišta ili gradića). Ostala mjesta u Karaš-severinskoj županiji su u istom rječniku, u sljedećim godinama:
- Jabalče 1562., 1564. g.
- Lupak 1598.
- Klokotič 1690.
- Ravnik 1690.
- Vodnik 1723.[1]

Dio ove skupine Hrvata nalazi se i u vojvođanskom dijelu Banata.
Na popisu stanovništva u Rumunjskoj, 2002. godine, skoro sto posto stanovnika sedam karaševskih sela izjasnilo se Hrvatima.

## Položaj materinskoga jezika u Karaševu
Karaševski Hrvati bili su pošteđeni opće kolektivizacije jer je njihovo zemljište bilo slabije kvalitete od banatske ravnice. Zadržali su pradjedovska imanja. Zapošljavajući se u obližnjim rudnicima, industriji, te zahvaljujući privatnom poljodjelstvu, razmjerno su dobro živjeli. Hrvatska sela dobro su se očuvala te je stvorena zdrava etnička zajednica. Mnogo stoljeća živjeli su potpuno odvojeni od matičnog naroda, no okupljajući se oko Katoličke crkve, čuvali su staru tradiciju i govor na materinskome jeziku kao rijetko koja hrvatska zajednica. 
Danas su očuvanost i životnost hrvatskoga jezika vidljivi u mjesnoj župnoj crkvi Uznesenja Blažene Djevice Marije gdje se obredi vode na hrvatskom književnom jeziku zahvaljujući činjenici što je crkva dobro opskrbljena potrebnom literaturom iz Hrvatske. Veliki prosvjetitelj i graditelj te crkve (1726.), koji se nesebično davao kako bi ljudi s ovih prostora naučili molitve, pjesme i drugi niz znanja, bio je isusovac Mijo Lovinić. Također su očuvanju pridonijelie obitelji u kojima se odvijao sav teret održavanja i prenošenja materinskoga jezika na mlađe naraštaje, te škola.
Prva škola u Karaševu spominje se 1760. godine, a u njoj je poučavao učitelj Miler Gvozdić. Škola je bila, kao i one u susjednim hrvatskim selima, vjerozakonska i u nadleštvu Čanadske biskupije u Temišvaru. Nastava je izvođena na materinskome jeziku, a od 1907. godine pa do sloma Austro-Ugarske 1918. godine, na mađarskom. Hrvatsko školstvo u Rumunjskoj, a tako i u Karaševu, doživjelo je procvat nakon sklapanja Jugoslavensko-rumunjske školske konvencije 1933. godine. Do tada su Hrvati morali sami izdavati udžbenike za osnovnu školu kako se hrvatski jezik ne bi zaboravio što je bilo iznimno teško jer su se materijalne prilike pogoršale, a potencijal učenih ljudi bio je nedostatan. U Karaševo je 1936. godine stigao hrvatski učitelj Berislav Valjin. Broj đaka u školi s hrvatskim nastavnim jezikom iznosio je i do 100 te je zahvaljujući njemu i nakandno pristiglim učiteljima nastava postavljena na solidne osnove. To razdoblje traje do 1948. godine kada su zbog rumunjske politike morali napustiti zemlju. Naš književni jezik dobio je status predmeta od 3-4 sata tjedno početkom šezdesetih godina kada je rumunjski uveden u školu kao nastavni predmet. Tek 1973. rodoljubi iz Buševca uspostavljaju ponovne veze s folklornim društvom iz Klokotića. Također prof. Stjepan Krpan, istraživač i putopisac, započinje s istraživanjima Hrvata u susjednim zemljama i donosi razne zanimljive podatke. Tako je, prema njegovim bilješkama 1988. godine u Karaševu djelovala osnovna škola s oko 380 učenika te 1. i 2. razred srednje škole s oko 79 učenika. Poučavala su ih 33 prosvjetna radnika, od kojih su četvero bili hrvatske odnosno srpske nacionalnosti, dok su ostali bili Rumunji. U vrtićima je bilo 90-ero djece i odgajateljice su ih sustavno počele učiti rumunjski jezik. Ta činjenica pokazuje kako se karaševski Hrvati u svojim domovima služe materinskim jezikom.
Rumunjske vlasti osiguravaju ravnopravnost pripadnika hrvatske manjine s većinskim rumunjskim narodom. Hrvati imaju pravo i na financijsku potporu u očuvanju svojih jezičnih, etničkih i tradicionalnih kulturnih osobitosti. Zakonom je zajamčeno pravo sudjelovanja njihovih odbornika u mjesnim zakonodavnim tijelima, pa tako dvije karaševske općine imaju 11 odbornika i dvojicu predsjednika općina. Iako su se potpisivanjem konvencije među dvjema državama stvorili dobri uvjeti za poboljšanje prosvjetno-odgojnog procesa na materinskome jeziku, Hrvati u Rumunjskoj još ne mogu biti zadovoljni stupnjem poznavanja hrvatskoga jezika i hrvatske tradicijske kulture, posebice među mladim ljudima. Materijalne osnove za pokretanje kulturnih i prosvjetnih pa i znanstvenih akcija postoje, ali osim nedostatka obrazovnog kadra, mali je i broj zainteresiranih ljudi koji bi u tome sudjelovali. Sve je manje hrvatskih obitelji koje svoje djecu šalju u hrvatske škole pa se u razredima radi kombinirano, a u nekim selima su se škole i zatvorile. Razlog tome je zasigurno sve veća asimilacija, ali i sve lošija materijalna situacija Hrvata u Rumunjskoj koji su prvi bili pogođeni krizom odnosno među prvima dobivali otkaze u rudnicima jer su Rumunji imali prednost. Zemlja im je ostala jedini izvor prihoda i djeca su sve više morala pomagati u njenom obrađivanju umjesto odlaska u školu. U Karaševu i Klokotiću postoje dva odjela osnovne škole na materinskome jeziku u kojima u kojima nema dovoljan broj učenika. 1996. godine u Karaševu proradila je dvojezična gimnazija s 14 učenika koja se službeno proglasila dvojezičnom rumunjsko-hrvatskom školom. To je bio veliki uspjeh, no jedan od velikih problema ostaje nedostatak udžbenika na materinjem, posebice iz hrvatskog jezika i književnosti. S hrvatskim jezikom u gimnaziji nije osobito lako, nastavnici su uglavnom svoje školovanje završili u Temišvaru. Poradilo se na programima, prevode se neki udžbenici s rumunjskog na hrvatski jezik, ali nema nekog posebnog interesa za učenje (ruralna sredina) općenito, pa tako ni za učenje hrvatskog jezika. Od značaja je za hrvatsku zajednicu što su u tom razdoblju dobili svoju samoupravu i pravo na parlamentarnog zastupnika. Razina znanja je relativno niska, međutim učenici sudjeluju na natjecanjima iz hrvatskoga jezika. Hrvati trebaju sve veću pomoć iz domovine kako bi omogućili tiskanje novina, knjiga i samih udžbenika. Valja napomenuti kako u tim krajevima Hrvati govore štokavskim narječjem, a prilikom boravka u Hrvatskoj svi nastoje naučiti hrvatski jezik. Njihovi govori sadrže elemente graničnog hrvatskog dijalekta.
Jedna skupina teoretičara spominje da se Karaševci služe s govorom koji pripada kosovsko-resavskom, prizrensko-timočkim, prizrensko-južnomoravskim i karaševsko-svinjičkim dijalektom (srodan torlačkom) dijalektu.[nedostaje izvor] Josip Lisac smatra ga posebnim srednjojužnoslavenskim narječjem.
Pritom valja naglasiti da hrvatski jezik Hrvata iz karaševske okolice nije ekavski odnosno ne pripadaju srpskom jezičnom arealu, jer ti Hrvati pod akcentom imaju zatvoreno e od jata, izvan akcenta i.

## Organizacije
U Karaševu je kulturno-umjetničko društvo Mladi Karaševci osnovano 1947. godine, dok ono koje djeluje danas nosi naziv Karaševska zora. Već za vrijeme socijalizma u Klokotiću je postojao folklorni ansambl mjesnog Doma kulture.
Krovna udruga Hrvata u Rumunjskoj je Zajedništvo Hrvata u Rumunjskoj (rum. Uniunea Croatilor din Romania), osnovana 1991. godine. Sjedište joj je u Karaševu, a bavi se očuvanjem jezika, vjere i kulture tamošnjih Hrvata te organizacijom športskih, kulturnih i drugih manifestacija. Predsjednik Zajedništva je Milja Radan (rum. Mihai Radan), koji je i zastupnik Hrvata u Rumunjskome parlamentu.
Iz krovne udruge Hrvata u Rumunjskoj stvoren je, 1998. godine, Demokratski savez rumunjskih Hrvata sa sjedištem u Klokotiću.
Priznaju da ih u radu koči nedostatak učitelja i dobrih poznavatelja hrvatskog jezika, plesa i pjesme te ističu da je svaki posjet iz domovine najbolji način pomoći. Iako je hrvatskoj manjini kao članu Vijeća za nacionalne manjine u Rumunjskoj odobreno više puta godišnje gostovati sa svojim polusatnim programom na jednoj od državnih kanala rumunjske televizije ili radiju, hrvatski mediji su rijetko sami realizirali programe posvećene karaševskim Hrvatima. I to je jedna kočnica k napretku. Emisije koje realiziraju rumunjski televizijski stručnjaci važne su jedino kao informacija jer im nedostaje kultura hrvatskoga jezika.
Prema zadnjim statistikama se čini da karaševska mjesta ipak idu nabolje jer se povećao broj automobila, traktora, manjih poduzeća za preradu sirovina i slično. Istodobno povećan je broj ljudi koji su zainteresirani za školovanje djece u zemlji i drugdje. Neki studenati polaze Zagrebačko sveučilište na trošak hrvatske države. Veze su sve intenzivnije; najviše se održavaju putem Hrvatske matice iseljenika koja organizira manifestacije i seminare za izučavanje hrvatskog jezika na koje se pozivaju i karaševski Hrvati. Također redovito šalje neka svoja izdanja i hrvatske dnevne tjedne novine. Da bi se stanje još poboljšalo, moraju se prihvatiti i ostvariti novi standardi.
Hrvati iz ovog kraja objavljuju glasilo Hrvatska grančica. Urednik tog izdanja je Ivan Dobra.

## Književnici
- Ivan Birta (Karaševci: narodne umotvorine sa etnološkim osvrtom, Bukurešt, 1993.; 549 str.)
- Milja Radan (rum. Mihai Radan), prevoditelj (preveo antologiju U ovom strašnom času na rumunjski)[3]
- Milja Šera[3]
- Mikola Žurkul[3]

## Vanjske poveznice
- MVPEI.hr  Arhivirana inačica izvorne stranice od 11. ožujka 2009. (Wayback Machine) Hrvatska nacionalna manjina u Rumunjskoj
- Karaševo  Arhivirana inačica izvorne stranice od 1. lipnja 2007. (Wayback Machine)
- Nogometni klub Prolaz Karaševo  Arhivirana inačica izvorne stranice od 26. siječnja 2010. (Wayback Machine)